# Teoria podobieństwa
Zasugerowano, aby zintegrować ten artykuł z artykułem liczby podobieństwa (dyskusja). Nie opisano powodu propozycji integracji.
Teoria podobieństwa określa zależności pomiędzy parametrami fizycznymi mającymi wpływ na badane zjawisko (np. przepływ płynów przez przewody). Spełnienie tych zależności zapewnia zachowanie podobieństwa pomiędzy dwoma układami o różnej wielkości.
Teoria ta znajduje zastosowanie głównie w mechanice płynów, hydraulice oraz aerodynamice, przy badaniu warunków przepływu płynów w modelach o różnej wielkości.

## Podobieństwo – charakterystyka
Często modele inżynierskie opracowywane w laboratoriach, na aparaturze pomiarowej odbiegającej wielkością oraz warunkami pracy od tych stosowanych w rzeczywistości w technologii. Stwarza to problemy przy próbie zastosowania wyników pochodzących z aparatury laboratoryjnej w przemyśle.
Zastosowanie teorii podobieństwa pozwala na stworzenie modeli inżynierskich, które umożliwiają przeniesienie wyników badań uzyskanych w laboratorium do skali technologicznej. Teoria ta pozwala również zminimalizować liczbę pomiarów koniecznych do uzyskania korelacji (co znacznie przyczynia się do obniżenia kosztów badań).
Można wyróżnić następujące rodzaje podobieństw:
- Podobieństwo geometryczne: jest spełnione kiedy kształty oraz wymiary dwóch figur są podobne (np.stosunki boków w trójkątach są takie same). Jako skalę podobieństwa przyjmuje się stosunek dwóch charakterystycznych wymiarów liniowych (np. średnic).

- Podobieństwo kinematyczne (pól fizycznych): jest spełnione kiedy pola fizyczne (rozkład linii tych pól) są geometrycznie podobne (np. rozkład linii ciśnienia lub prędkości). Jako skalę podobieństwa przyjmuje się stosunek dwóch wielkości charakterystycznych.

- Podobieństwo dynamiczne: jest spełnione kiedy skale podobieństw różnych wielkości charakterystycznych pozostają w ściśle określonych zależnościach (zwanych modułami bezwymiarowymi, np. liczba Reynoldsa dla przepływów). Zależności te uzyskuje się na drodze analizy wymiarowej.

Określenie skali podobieństwa geometrycznego oraz kinematycznego nie stanowi zwykle dużego problemu. W przypadku podobieństwa dynamicznego sytuacja jest bardziej złożona.

## Zastosowanie
Zastosowanie teorii podobieństwa w inżynierii ma duże znaczenie. Nie tylko pozwala na zastosowanie w większej skali wyników uzyskanych w warunkach laboratoryjnych. Niekiedy nie ma możliwości przeprowadzenia badań z użyciem substancji, które będą wykorzystywane w rzeczywistości (z różnych względów, np. ekonomicznych lub bezpieczeństwa). Dzięki zastosowaniu tej teorii łatwo można ominąć i ten problem prowadząc badania na substancjach zamiennych.

## Twierdzenia teorii podobieństwa
Pierwsze  tw. Teorii Podobieństwa: zjawiska podobne scharakteryzowane są jednakowymi wartościami liczb podobieństwa.
Drugie tw. Teorii Podobieństwa: mówi że całki równania różniczkowego mogą być wyrażane jako funkcje liczb podobieństwa określone za pomocą tego równania. Oprócz równań różniczkowych na warunki jednoznaczności składają się: geometria, własności fizyczne ciał układu, warunki brzegowe, warunki początkowe.